# Петлевая квантовая гравитация
Петлевая квантовая гравитация — одна из теорий квантовой гравитации, основанная на концепции дискретного пространства-времени и предположении об одномерности физических возбуждений пространства-времени на планковских масштабах. Делает возможной космологическую гипотезу пульсирующей Вселенной.

## История возникновения
Родоначальниками «петлевой квантовой теории гравитации» в 80-е годы XX века являются Ли Смолин, Абэй Аштекар, Тэд Джекобсон и Карло Ровелли. Согласно этой теории, пространство и время состоят из дискретных частей. Эти маленькие квантовые ячейки пространства определённым способом соединены друг с другом, так что на малых масштабах времени и длины они создают пёструю, дискретную структуру пространства, а на больших масштабах плавно переходят в непрерывное гладкое пространство-время.

## Петлевая гравитация и физика элементарных частиц
Одним из преимуществ петлевой квантовой теории гравитации является естественность, с которой в ней получает своё объяснение Стандартная модель физики элементарных частиц.
В своей статье 2005 года, С. Бильсон-Томпсон (Sundance Bilson-Thompson) предложил модель (по-видимому основанную на более общей теории брэдов (математических кос) М. Хованова), в которой ришоны Харари (Harari) были преобразованы в протяжённые лентообразные объекты, называемые риббонами. Потенциально это могло бы объяснить причины самоорганизации субкомпонентов элементарных частиц, приводящие к возникновению цветового заряда, в то время как в предыдущей преонной (ришонной) модели базовыми элементами являлись точечные частицы, а цветовой заряд постулировался. Бильсон-Томпсон называет свои протяжённые риббоны «гелонами», а модель — гелонной. Данная модель приводит к пониманию электрического заряда как топологической сущности, возникающей при перекручивании риббонов.
Во второй статье, опубликованной Бильсоном-Томпсоном в 2006 г. совместно с Ф. Маркополу (Fotini Markopolou) и Л. Смолиным (Lee Smolin) предположили, что для любой теории квантовой гравитации, относящейся к классу петлевых, в которых пространство-время квантовано, возбуждённые состояния самого пространства-времени могут играть роль преонов, приводящих к возникновению стандартной модели как эмерджентному свойству теории квантовой гравитации.
Таким образом, Бильсон-Томпсон с соавторами предположили, что теория петлевой квантовой гравитации может воспроизвести Стандартную модель, автоматически объединяя все четыре фундаментальных взаимодействия. При этом с помощью преонов, представленных в виде брэдов (переплетений волокнистого пространства-времени) удалось построить успешную модель первого поколения фундаментальных фермионов (кварков и лептонов) с более-менее правильным воспроизведением их зарядов и четностей.
В исходной статье Бильсона-Томпсона предполагалось, что фундаментальные фермионы второго и третьего поколений могут быть представлены в виде более сложных брэдов, а фермионы первого поколения представляются простейшими из возможных брэдов, хотя конкретных представлений сложных брэдов не давалось. Считается, что электрический и цветовой заряды, а также чётность частиц, принадлежащих к поколениям более высокого ранга, должны получаться точно таким же образом, как и для частиц первого поколения.
Использование методов квантовых вычислений позволило показать, что такого рода частицы устойчивы и не распадаются под действием квантовых флуктуаций.
Ленточные структуры в модели Бильсона-Томпсона представлены в виде сущностей, состоящих из той же материи, что и само пространство-время. Хотя в статьях Бильсона-Томпсона и показано, как из этих структур можно получить фермионы и бозоны, вопрос о том, как с помощью брэдинга можно было бы получить бозон Хиггса, в них не обсуждается.
Л. Фрейдель (L. Freidel), Дж. Ковальский-Гликман (J. Kowalski-Glikman) и А. Стародубцев в своей статье 2006 года высказали предположение, что элементарные частицы можно представить с помощью линий Вильсона гравитационного поля, подразумевая, что свойства частиц (их массы, энергии и спины) могут соответствовать свойствам петель Вильсона — базовым объектам теории петлевой квантовой гравитации. Эту работу можно рассматривать в качестве дополнительной теоретической поддержки преонной модели Бильсона-Томпсона.
Используя формализм модели спиновой пены, имеющей непосредственное отношение к теории петлевой квантовой гравитации, и базируясь лишь на исходных принципах последней, можно также воспроизвести и некоторые другие частицы Стандартной модели, такие как фотоны, глюоны и гравитоны — независимо от схемы брэдов Бильсона-Томпсона для фермионов. Однако, по состоянию на 2006 год, с помощью этого формализма пока не удалось построить модели гелонов. В модели гелонов отсутствуют брэды, которые можно было бы использовать для построения бозона Хиггса, но в принципе данная модель не отрицает возможности существования этого бозона в виде некоей композитной системы. Бильсон-Томпсон отмечает, что, поскольку частицы с бо́льшими массами в основном имеют более сложную внутреннюю структуру (учитывая также перекручивание брэдов), то эта структура возможно имеет отношение к механизму формирования массы. Например, в модели Бильсона-Томпсона структура фотона, имеющего нулевую массу, соответствует неперекрученным брэдам. Правда, пока остается неясным, соответствует ли модель фотона, полученная в рамках формализма спиновой пены, фотону Бильсона-Томпсона, который в его модели состоит из трех незакрученных риббонов (возможно, что в рамках формализма спиновой пены можно построить несколько вариантов модели фотона).
Первоначально понятие «преон» использовалось для обозначения точечных субчастиц, входящих в структуру фермионов с половинным спином (лептонов и кварков). Как уже упоминалось, использование точечных частиц приводит к парадоксу массы. В модели Бильсона-Томпсона риббоны не являются «классическими» точечными структурами. Бильсон-Томпсон использует термин «преон» для сохранения преемственности в терминологии, но обозначает с помощью этого термина более широкий класс объектов, являющихся компонентами структуры кварков, лептонов и калибровочных бозонов.
Важным для понимания подхода Бильсона-Томпсона является то, что в его преонной модели элементарные частицы, такие как электрон, описываются в терминах волновых функций. Сумма квантовых состояний спиновой пены, имеющих когерентные фазы, также описывается в терминах волновой функции. Поэтому возможно, что с помощью формализма спиновой пены можно получить волновые функции, соответствующие элементарным частицам (фотонам и электронам). В настоящее время объединение теории элементарных частиц с теорией петлевой квантовой гравитации является весьма активной областью исследований.
В октябре 2006 г. Бильсон-Томпсон модифицировал свою статью, отмечая, что, хотя его модель и была вдохновлена преонными моделями, но она не является преонной в строгом смысле этого слова, поэтому топологические диаграммы из его преонной модели скорее всего можно использовать и в других фундаментальных теориях, таких как, например, М-теория. Теоретические ограничения, накладываемые на преонные модели, неприменимы к его модели, поскольку в ней свойства элементарных частиц возникают не из свойств субчастиц, а из связей этих субчастиц друг с другом (брэдов).
Одной из возможностей является, например, «встраивание» преонов в М-теорию или в теорию петлевой квантовой гравитации.
Сабина Хоссенфельдер предложила рассматривать двух альтернативных претендентов на «теорию всего» — теорию струн и петлевую квантовую гравитацию как стороны одной медали. Чтобы петлевая квантовая гравитация не противоречила специальной теории относительности, в ней необходимо ввести взаимодействия, которые похожи на рассматриваемые в теории струн..

## Проблемы теории
В модифицированной версии своей статьи Бильсон-Томпсон признает, что нерешенными проблемами в его модели остаются
спектр масс частиц,
спины,
смешивание Кабиббо,
а также необходимость привязки его модели к более фундаментальным теориям.
В более позднем варианте статьи описывается динамика брэдов с помощью переходов Пачнера (англ. Pachner moves).